# Теодор Херцел
Теодор Херцел (на немски: Theodor Herzl; на унгарски: Herzl Tivadar; на иврит: בנימין זאב הרצל, Бенямин бен Зеев) е журналист и писател от еврейски произход, роден в Австро-Унгария. Създател на националистическата еврейска идеология ционизъм. Неговата политическа дейност довежда до началото на създаването на държавата Израел.

## Биография

### Години в Будапеща
Роден в Будапеща през 1860 г. в заможно семейство. Баща му натрупва богатство чрез търговия, после загубва голяма част от него. Това кара Теодор да спре заниманията си с търговия и насочва интересите си към литературата. Майка му оформя голяма част от бъдещите му възгледи и оказва голямо влияние върху него. Тя е привързана към немския език, литературата и културата.

### Години във Виена
19-годишната сестра на Херцел умира от коремен тиф и родителите му се местят във Виена. По тяхно настояване той следва право в университета.
В столицата младият Теодор Херцел става част от висшето съсловие. Придобива суетност, изразяваща се най-много в огромната му, но прилежно подстригана брада. Изпитва голяма страст към заможния начин на живот. Посещава опери (любимият му композитор е Вагнер), маскарадни тъжества и кафенета. Обича клюките и разходките в големия град.
Във Виена по това време живеят различни народи, включително и евреите. Недалеч от семейство Херцел живее Артур Шницлер – майстор на късия разказ и Густав Малер, който скоро ще стане водещ диригент и един от най-значимите композитори от края на 19 век.
Отначало Херцел е прогермански настроен. Общуването с антисемити в университетските клубове и с евреи, презиращи потеклото си, искащи да се скрият в немската култура, променят възгледите му.
Работи за кратко като правен чиновник, което му се струва крайно отегчително. Затова с подкрепата на баща си се захваща с литература. Постепенно неговите меланхолични пътеписи и пиеси стават модни. Драматургичните текстове се поставят с успех в най-изтънчени виенски театри. Насърчен от успеха си, Херцел се жени за млада еврейка със значително състояние. Скоро обаче научава, че тя има сериозни психически проблеми. Болестта на съпругата му и неговият темперамент им осигуряват не особено щастлив брак. Двамата се разделят и събират няколко пъти. Раждат им се три деца (едното умира в нацисткия лагер Терезиенщат).

### Кореспонденция в Париж и Аферата „Драйфус“
Най-прочутият виенски вестник „Нойе Фрайе Пресе“ наема Херцел. Отначало работи за него като независим журналист, но после е кореспондент в чужбина. През 1891 г. е назначен да работи в Париж. Това е периода на Бел епок и френската столица очарова младия виенски франт. Скоро обаче доброто му впечатление намалява.
Херцел пише за Едуард Дрюмон, френски политик и журналист, известен с антисемитските си убеждения. Той обвинява един виден политик, че е манипулиран от евреите. Отразява широко и погребението на армейския капитан от еврейски произход Арман Мейер, починал след дуел, предизвикан от френския шовинизъм.
През 1894 г. около нашумяващата афера „Драйфус“ бляновете на Херцел за спасяване на евреите и създаването на тяхна държава се засилват. Още преди аферата той се е опитва да води словесни битки с известните антисемити като Карл Люгер, кмет на Виена. Също така търси съдействието на папата, за да могат всички евреи от християнския свят да възприемат християнската религия. Но именно несправедливото разжалване на офицера Алфред Драйфус, подтиква френския кореспондент да потърси помощ от барон Мориз фон Хирш – богат евреин, привърженик на идеята: Нов свят за еврейската народност. Виенският журналист обаче не успява да изложи ясно идеите си за масово заминаване на европейските евреи към новия Цион. Коментаторите считат това за голяма трагедия, предвид сериозния интерес на барона към наивните идеи на Херцел и готовността му да спонсорира създаването на еврейска държава.

### „Еврейската държава“
Теодор Херцел обаче не се отчайва от неуспеха си с барон фон Хирш и създава план за масова емиграция, звучащ като величествена опера на Вагнер. Планът е посрещнат от колегите на виенския журналист с ужас, смайване и дори страх. Те обявяват плана за неуравновесен и нетрезв. Тогава той смекчава литературната насоченост на първоначалния си проект и се появява прочутата брошура „Еврейската държава: опит за съвременно разрешаване на еврейския въпрос“.
Според плана на Херцел, еврейството трябва да поиска от света да му предостави територия, достатъчно обширна за да побере един народ. Няма значения къде се намира новият Цион. Еврейският народ ще одобри предложената от света земя, ако тя отговаря на определени изисквания. Новата държава се планува да бъде модерна и прогресивна, възприемаща всички идеи на модерното общество. Херцел не предвижда иврита за официален език, а смята отначало всички европейски заселници да общуват на разбираем за тях език. Постепенно ще се появи национален диалект, въз основа на най-говоримия език.
Първоначално брошурата е отпечатана в 500 екземпляр от дребен виенски книгоразпоредител. За няколко месеца тя привлича вниманието на целия свят. Започват се спорове, подхранвани от политици антисимити и анти-еврейската преса.

### Ционистки лидер
Теодор Херцел, с помощта на Давид Волфсон, учредява ционистка политическа организация. Започва да пропагандира идеите си чрез редактиране и издаване на ционистки седмичник. Основава и немски седмичник – официален орган на ционисткото движение. Спечелва много последователи, запленени от мечтите му за Цион, разказани увлекателно и вълнуващо от самия Херцел.
Някои равини и членове на паството противодействат на фантазиите му. Той провежда няколко неуспешни политически срещи, сред които с великия везир на Турция и германския кайзер Вилхелм II. За да покаже сериозността на проблемите, които се обсъждат във всеки годишен ционистки конгрес, той настоява участниците да носят официално облекло. Херцел прави опити да осигури от турския владетел за автономен район Палестина, в който да живеят евреите, но не успява. През 1903 г. привлича вниманието на британските власти и Англия му предлага с грамота еврейска поселническа територия в Уганда. Той приема Африка за място на новата родина, но среща опозиция на ционисткия конгрес.

### Смърт и погребение
1904 г., в разгара на конфликта, по въпроса за територията в Африка, Теодор Херцел умира от ифаркт на 44 години, близо до Виена.
Неочаквано на погребението на Херцел присъстват хиляди евреи, дошли от всички краища на Европа. Постепенно стари равини и млади хора почват да усещат важността и значението на Херцеловото послание. Важни фигури, като Хаим Вайцман и Давид Бен Гурион, които ще вземат важно участие с формирането на Израел, се вдъхновяват от смъртта и идеите на своя водач и решават да поведат първите пионери към земята Палестина.
През 1949 г. останките на основателя на ционизма са преместени на един хълм, точно на запад от Ерусалим. Там той лежи заедно със своя сънародник Давид Волфсон. Наблизо е разположена военна гробница на падналите жертви през войните на Израел и Яд ва-Шем – мемориалът в памет на холокоста.

## Влияние
1897 г. Теодор Херцел казва, че вече е основал еврейската държава. Неговото пророчество обаче се сбъдва 50 години по-рано.
Еврейския национализъм на Херцел поражда негон противник – арабския национализъм. Подобно на ционизма той също търси своята родина. Вдъхновителят за появата на държава за евреите предвижда конфликта с арабската народност. Той твърди, че този конфликт може да се изглади единствено с обединение между двата народа, които ще са в състояние да изградят по-голяма и силна общност.

## Теодор Херцел в България
На 22 юли 1896 г. е на посещение при Цар Фердинанд I в София. Търси подкрепа за решаването на еврейския въпрос. Получава я. Фердинанд I поръчва копия на книгата му на английски, немски и руски език.